# Las hermanas Munekata
Las hermanas Munekata  (宗方姉妹 Munekata shimai?) es una película dramática japonesa de 1950 dirigida por Yasujirō Ozu y protagonizada por Kinuyo Tanaka y Hideko Takamine en los papeles principales de las hermanas Munekata. Está basada en una novela de Jirō Osaragi.

## Sinopsis
Setsuko (Kinuyo Tanaka) dirige un bar junto con su hermana Mariko (Hideko Takamine) y está infelizmente casada con Ryosuke (Sō Yamamura), un ingeniero desempleado y alcohólico. La noticia de la enfermedad de su padre Tadachika (Chishū Ryū), al que le queda menos de un año de vida, se suma a los muchos problemas que están afectando la vida de Setsuko: el negocio va mal y necesita dinero para cubrir los gastos del local, mientras que su marido, desde que perdió su trabajo, se ha vuelto intratable y violento.
Al visitar la casa de su padre en Kioto, Setsuko se encuentra con Hiroshi (Ken Uehara), con quien había estado comprometida años antes; Hiroshi sigue enamorado de ella, a pesar de que han pasado más de diez años desde el final de su relación y estaría feliz de volver a verla y le presta dinero para el bar. Mariko, cansada de presenciar las travesuras de su odiado cuñado, presiona a su hermana para que decida dejarlo. Inesperadamente, Ryosuke muere poco tiempo después de un ataque al corazón. Setsuko se culpa injustamente por descuidar a su marido y ser la causa de su muerte; Después del funeral, decide rechazar la propuesta de Hiroshi de casarse con ella y elige vivir sola.

## Elenco
- Kinuyo Tanaka como Setsuko Munakata
- Hideko Takamine como Mariko Munakata
- Sō Yamamura como Ryosuke Mimura
- Chishū Ryū como Tadachika Munakata
- Ken Uehara como Hiroshi Tashiro
- Sanae Takasugi como Yoriko Mashita
- Tatsuo Saitō como Jō Uchida
- Kamatari Fujiwara como el propietario del bar Sangin
- Noriko Sengoku como la camarera del Sangin
- Reikichi Kawamura como un cliente del Sangin
- Yoshiko Tsubouchi como Mieko
- Setsuko Horikoshi como la sirvienta del hostal

## Recepción
La revista Kinema Junpō sitúa la película en el séptimo lugar en su lista de las diez mejores películas japonesas del año 1950, mientras que Hasta que nos volvamos a encontrar (また逢う日まで) dirigida por Tadashi Imai es la película que ocupó el primer puesto ese año.